# Iglesia de San Lorenzo (Valladolid)
La iglesia de San Lorenzo es un templo ubicado en Valladolid. La Virgen de San Lorenzo es la patrona de la ciudad de Valladolid y su festividad se celebra el 8 de septiembre.

## Historia y estilo
Fue mandada construir en el siglo XV por el conde Pedro Niño. Discurre a su lado la calle que lo recuerda.
La iglesia original gótica de tres naves, sufrió en la década de 1970 el derribo total de lo que se conservó la torre de la capilla mayor, decorada con bolas, pináculos y gárgolas y la portada del tempo. El edificio fue convertido en viviendas en cuya planta baja se construyó un nuevo templo, conservándose tan sólo la portada y la torre cuadrada, ahogada entre una arquitectura supuestamente vanguardista. Su rico patrimonio fue diseminado por el contiguo convento de Santa Ana y en la propia iglesia, en cuyo altar recibe culto la patrona de Valladolid.
Entre las obras que alberga destacan el grupo de la Sagrada Familia de Gregorio Fernández y un cuadro representando a un Cristo yacente, obra de Mateo Cerezo.
La iglesia de San Lorenzo en diferentes etapas de su historia:

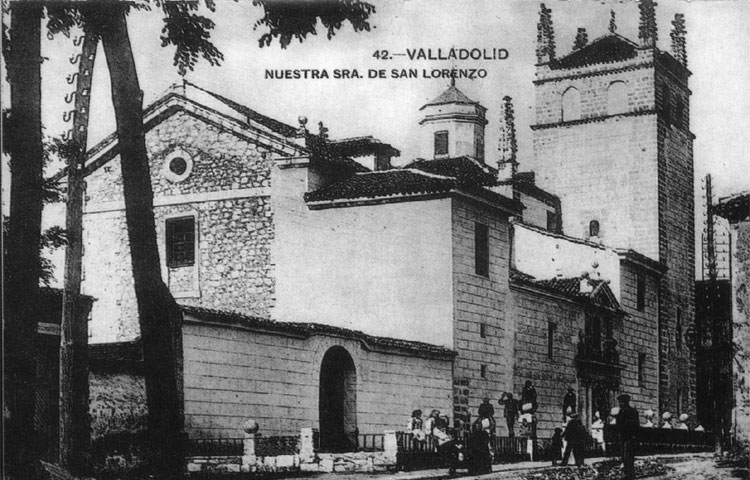
Antigua postal de la iglesia.
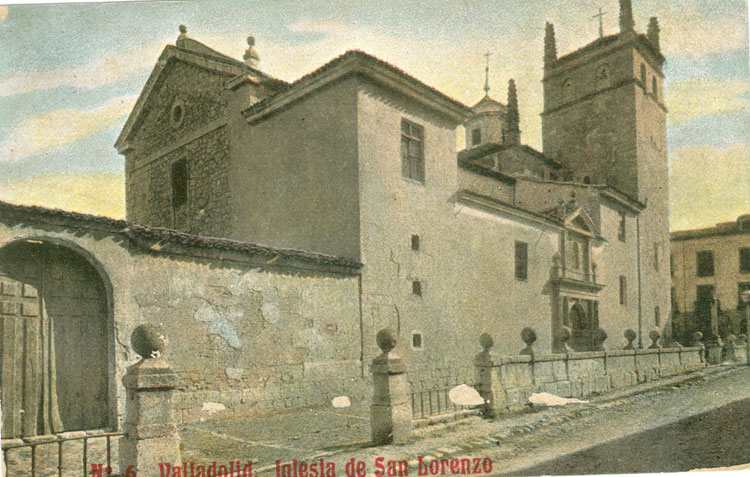
Edificio original hasta 1967.
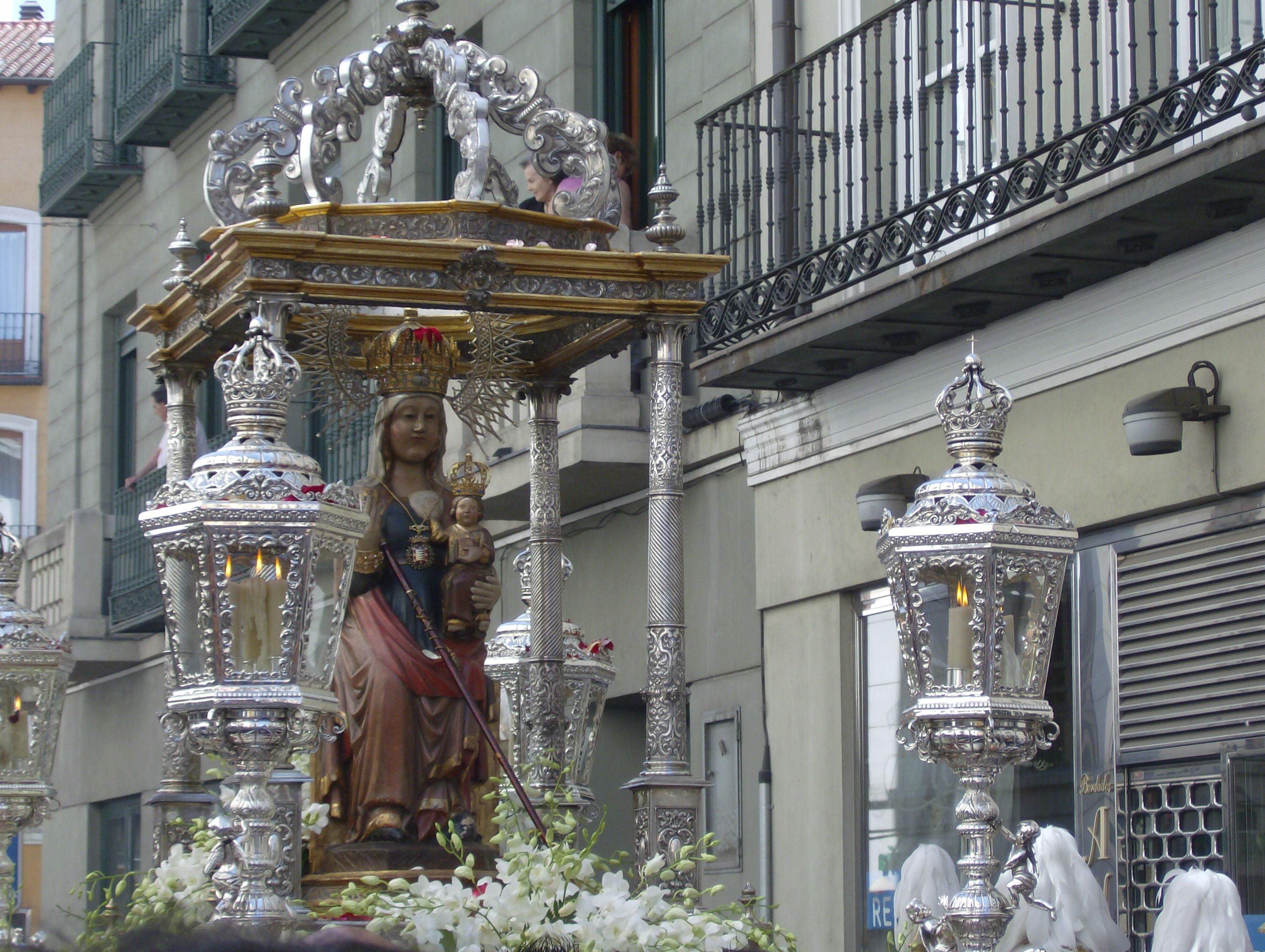
La Virgen de San Lorenzo, patrona de Valladolid, en procesión por las calles de la ciudad en la actualidad.